# اولریش ماتس
اولریش ماتس (آلمانی: Ulrich Matthes؛ زادهٔ ۹ مهٔ ۱۹۵۹) یک بازیگر سینما اهل آلمان است.
از فیلم‌ها یا برنامه‌های تلویزیونی که وی در آن نقش داشته است می‌توان به سقوط و داستان همسرم اشاره کرد.